# EPrix Berlina 2016
ePrix Berlina 2016 (oryg. 2016 FIA Formula E BMW i Berlin ePrix) – ósma runda Formuły E w sezonie 2015/2016. Zawody odbyły się 21 maja 2016 roku na ulicznym torze w Berlinie.

## Lista startowa
| Nr | Kierowca            | Zespół                          | Samochód             | Silnik                  | Opony |
| -- | ------------------- | ------------------------------- | -------------------- | ----------------------- | ----- |
| 1  | Nelson Piquet Jr.   | NEXTEV TCR Formula E Team       | Spark-NEXTEV         | NEXTEV TCR FormulaE 001 | M     |
| 2  | Sam Bird            | DS Virgin Racing Formula E Team | Spark-Citroën        | Virgin DSV-01           | M     |
| 4  | Stéphane Sarrazin   | Venturi Formula E Team          | Spark-Venturi        | Venturi VM200-FE-01     | M     |
| 6  | Loïc Duval          | Dragon Racing                   | Spark-Venturi        | Venturi VM200-FE-01     | M     |
| 7  | Mike Conway         | Dragon Racing                   | Spark-Venturi        | Venturi VM200-FE-01     | M     |
| 8  | Nicolas Prost       | Renault e.Dams                  | Spark-Renault Sport  | Renault Z.E 15          | M     |
| 9  | Sébastien Buemi     | Renault e.Dams                  | Spark-Renault Sport  | Renault Z.E 15          | M     |
| 11 | Lucas Di Grassi     | ABT Schaeffler Audi Sport       | Spark-Abt Sportsline | ABT Schaeffler FE01     | M     |
| 12 | Jacques Villeneuve  | Venturi Formula E Team          | Spark-Venturi        | Venturi VM200-FE-01     | M     |
| 21 | Bruno Senna         | Mahindra Racing Formula E Team  | Spark-Mahindra       | Mahindra M2ELECTRO      | M     |
| 23 | Nick Heidfeld       | Mahindra Racing Formula E Team  | Spark-Mahindra       | Mahindra M2ELECTRO      | M     |
| 25 | Jean-Éric Vergne    | DS Virgin Racing Formula E Team | Spark-Citroën        | Virgin DSV-01           | M     |
| 27 | Robin Frijns        | Amlin Andretti Formula E        | Spark-McLaren        | SRT01-e                 | M     |
| 28 | Simona de Silvestro | Amlin Andretti Formula E        | Spark-McLaren        | SRT01-e                 | M     |
| 55 | René Rast           | Team Aguri                      | Spark-McLaren        | SRT01-e                 | M     |
| 66 | Daniel Abt          | ABT Schaeffler Audi Sport       | Spark-Abt Sportsline | ABT Schaeffler FE01     | M     |
| 77 | Ma Qinghua          | Team Aguri                      | Spark-McLaren        | SRT01-e                 | M     |
| 88 | Oliver Turvey       | NEXTEV TCR Formula E Team       | Spark-NEXTEV         | NEXTEV TCR FormulaE 001 | M     |
| Nr | Kierowca            | Zespół                          | Samochód             | Silnik                  | Opony |

## Wyniki

### I Sesja treningowa
| Nr | Kierowca        | Konstruktor    | Czas     | Okr. |
| -- | --------------- | -------------- | -------- | ---- |
| 9  | Sébastien Buemi | Renault e.Dams | 0:57,648 | 32   |

### II Sesja treningowa
| Nr | Kierowca          | Konstruktor | Czas     | Okr. |
| -- | ----------------- | ----------- | -------- | ---- |
| 1  | Nelson Piquet Jr. | NEXTEV TCR  | 0:57,909 | 6    |

### Kwalifikacje
Źródło: fiaformulae.com
| Poz. | Nr | Kierowca            | Konstruktor               | Czas     | Poz. s. |
| ---- | -- | ------------------- | ------------------------- | -------- | ------- |
| 1    | 9  | Sébastien Buemi     | Renault e.Dams            | 0:57,322 |         |
| 2    | 21 | Bruno Senna         | Mahindra Racing           | 0:57,591 |         |
| 3    | 25 | Jean-Éric Vergne    | DS Virgin Racing          | 0:57,603 |         |
| 4    | 23 | Nick Heidfeld       | Mahindra Racing           | 0:57,736 |         |
| 5    | 66 | Daniel Abt          | ABT Schaeffler Audi Sport | 0:57,798 |         |
| 6    | 2  | Sam Bird            | DS Virgin Racing          | 0:57,838 | 6       |
| 7    | 1  | Nelson Piquet Jr.   | NEXTEV TCR                | 0:58,026 | 7       |
| 8    | 8  | Nicolas Prost       | Renault e.Dams            | 0:58,028 | 8       |
| 9    | 88 | Oliver Turvey       | NEXTEV TCR                | 0:58,118 | 9       |
| 10   | 11 | Lucas Di Grassi     | ABT Schaeffler Audi Sport | 0:58,183 | 10      |
| 11   | 6  | Loïc Duval          | Dragon Racing             | 0:58,298 | 11      |
| 12   | 7  | Jérôme d’Ambrosio   | Dragon Racing             | 0:58,501 | 12      |
| 13   | 28 | Simona de Silvestro | Amlin Andretti            | 0:58,654 | 13      |
| 14   | 12 | Mike Conway         | Venturi                   | 0:58,687 | 14      |
| 15   | 4  | Stéphane Sarrazin   | Venturi                   | 0:58,740 | 15      |
| 16   | 27 | Robin Frijns        | Amlin Andretti            | 0:58,742 | 16      |
| 17   | 55 | René Rast           | Team Aguri                | 0:58,756 | 17      |
| 18   | 77 | Ma Qinghua          | Team Aguri                | 0:59,301 | 18      |
| Poz. | Nr | Kierowca            | Konstruktor               | Czas     | Poz. s. |

#### Super Pole
| 1                 | 25 | Jean-Éric Vergne | DS Virgin Racing          | 0:57,811 | 1       |
| 2                 | 9  | Sébastien Buemi  | Renault e.Dams            | 0:57,827 | 2       |
| 3                 | 66 | Daniel Abt       | ABT Schaeffler Audi Sport | 0:57,852 | 3       |
| Niesklasyfikowani |    |                  |                           |          |         |
|                   | 21 | Bruno Senna      | Mahindra Racing           | -        | 4       |
|                   | 23 | Nick Heidfeld    | Mahindra Racing           | -        | 5       |
| Poz.              | Nr | Kierowca         | Konstruktor               | Czas     | Poz. s. |

### Wyścig
Źródło: Wyprzedź Mnie!
| P                 | + / – | Nr | Kierowca            | Konstruktor               | Okr. | Czas / Strata | Komentarz |
| ----------------- | ----- | -- | ------------------- | ------------------------- | ---- | ------------- | --------- |
| 1                 | 1     | 9  | Sébastien Buemi     | Renault e.Dams            | 48   | -             |           |
| 2                 | 1     | 66 | Daniel Abt          | ABT Schaeffler Audi Sport | 48   | +0:01,767     |           |
| 3                 | 7     | 11 | Lucas Di Grassi     | ABT Schaeffler Audi Sport | 48   | +0:02,381     |           |
| 4                 | 4     | 8  | Nicolas Prost       | Renault e.Dams            | 48   | +0:03,328     |           |
| 5                 | 4     | 25 | Jean-Éric Vergne    | DS Virgin Racing          | 48   | +0:04,927     |           |
| 6                 | 10    | 27 | Robin Frijns        | Amlin Andretti            | 48   | +0:06,501     |           |
| 7                 | 2     | 23 | Nick Heidfeld       | Mahindra Racing           | 48   | +0:07,700     |           |
| 8                 | 6     | 12 | Mike Conway         | Venturi                   | 48   | +0:08,305     |           |
| 9                 | 4     | 28 | Simona de Silvestro | Amlin Andretti            | 48   | +0:12,473     |           |
| 10                | 5     | 4  | Stéphane Sarrazin   | Venturi                   | 48   | +0:13,241     |           |
| 11                | 5     | 2  | Sam Bird            | DS Virgin Racing          | 47   | +1 okr.       |           |
| 12                | 3     | 88 | Oliver Turvey       | NEXTEV TCR                | 47   | +1 okr.       |           |
| 13                | 6     | 1  | Nelson Piquet Jr.   | NEXTEV TCR                | 47   | +1 okr.       |           |
| 14                | 4     | 77 | Ma Qinghua          | Team Aguri                | 47   | +1 okr.       |           |
| 15                | 11    | 21 | Bruno Senna         | Mahindra Racing           | 46   | +2 okr.       |           |
| 16                | 4     | 7  | Jérôme d’Ambrosio   | Dragon Racing             | 45   | +3 okr.       |           |
| Niesklasyfikowani |       |    |                     |                           |      |               |           |
|                   |       | 55 | René Rast           | Team Aguri                | 42   | +6 okr.       |           |
|                   |       | 6  | Loïc Duval          | Dragon Racing             | 39   | +9 okr.       |           |
| P                 | + / – | Nr | Kierowca            | Konstruktor               | Okr. | Czas / Strata | Komentarz |

### Najszybsze okrążenie
| Nr | Kierowca    | Konstruktor     | Czas     | Okr. |
| -- | ----------- | --------------- | -------- | ---- |
| 21 | Bruno Senna | Mahindra Racing | 0:59,067 | 39   |

### Prowadzenie w wyścigu
Źródło: Racing–Reference.info
| Nr                              | Kierowca         | Okrążenia   | Suma |
| ------------------------------- | ---------------- | ----------- | ---- |
| 9                               | Sébastien Buemi  | 5-23, 24-48 | 42   |
| 25                              | Jean-Éric Vergne | 1-5         | 5    |
| 11                              | Lucas Di Grassi  | 23-24       | 1    |
| \| Wykres \| \| ------ \| \| \| |                  |             |      |
| Wykres                          |                  |             |      |
|                                 |                  |             |      |

## Klasyfikacja po zakończeniu wyścigu

### Kierowcy
| P                 | +/− | Kierowca               | Starty | Punkty | P1 | P2 | P3 | PP | NO | NS |
| ----------------- | --- | ---------------------- | ------ | ------ | -- | -- | -- | -- | -- | -- |
| 1                 | 0   | Lucas Di Grassi        | 8      | 141    | 3  | 2  | 2  | –  | –  | 1  |
| 2                 | 0   | Sébastien Buemi        | 8      | 140    | 3  | 2  | 1  | 2  | 4  | –  |
| 3                 | 0   | Sam Bird               | 8      | 82     | 1  | 1  | –  | 3  | –  | 1  |
| 4                 | 0   | Jérôme d’Ambrosio      | 8      | 64     | 1  | –  | 1  | 2  | 1  | –  |
| 5                 | +1  | Nicolas Prost          | 8      | 62     | –  | –  | 1  | –  | 1  | 1  |
| 6                 | −1  | Stéphane Sarrazin      | 8      | 59     | –  | 1  | –  | –  | –  | –  |
| 7                 | +3  | Daniel Abt             | 8      | 50     | –  | 1  | 1  | –  | –  | –  |
| 8                 | −1  | Loïc Duval             | 8      | 48     | –  | –  | –  | –  | –  | 2  |
| 9                 | −1  | Nick Heidfeld          | 7      | 47     | –  | –  | 1  | –  | 1  | –  |
| 10                | −1  | Robin Frijns           | 8      | 45     | –  | –  | 1  | –  | –  | –  |
| 11                | 0   | Jean-Éric Vergne       | 7      | 37     | –  | 1  | –  | 1  | –  | –  |
| 12                | 0   | Bruno Senna            | 8      | 26     | –  | –  | –  | –  | 1  | 1  |
| 13                | 0   | António Félix da Costa | 7      | 20     | –  | –  | –  | –  | –  | 4  |
| 14                | 0   | Oliver Turvey          | 8      | 10     | –  | –  | –  | –  | –  | 1  |
| 15                | +3  | Mike Conway            | 5      | 5      | –  | –  | –  | –  | –  | –  |
| 16                | −1  | Nelson Piquet Jr.      | 8      | 4      | –  | –  | –  | –  | –  | 2  |
| 17                | −1  | Nathanaël Berthon      | 3      | 4      | –  | –  | –  | –  | –  | –  |
| 18                | −1  | Simona de Silvestro    | 8      | 4      | –  | –  | –  | –  | –  | 1  |
| 19                | 0   | Jacques Villeneuve     | 2      | 0      | –  | –  | –  | –  | –  | –  |
| 20                | 0   | Oliver Rowland         | 1      | 0      | –  | –  | –  | –  | –  | –  |
| 21                | 0   | Salvador Durán         | 3      | 0      | –  | –  | –  | –  | –  | 1  |
| 22                | N   | Ma Qinghua             | 2      | 0      | –  | –  | –  | –  | –  | 1  |
| Niesklasyfikowani |     |                        |        |        |    |    |    |    |    |    |
|                   |     | René Rast              | 1      | –      | –  | –  | –  | –  | –  | 1  |
| P                 | +/− | Kierowca               | Starty | Punkty | P1 | P2 | P3 | PP | NO | NS |

### Zespoły
| P | +/− | Konstruktor               | Starty | Punkty | P1 | P2 | P3 | PP | NO | NS |
| - | --- | ------------------------- | ------ | ------ | -- | -- | -- | -- | -- | -- |
| 1 | 0   | Renault e.Dams            | 16     | 202    | 3  | 2  | 2  | 2  | 5  | 1  |
| 2 | 0   | ABT Schaeffler Audi Sport | 16     | 191    | 3  | 3  | 3  | –  | –  | 1  |
| 3 | +1  | DS Virgin Racing          | 15     | 119    | 1  | 2  | –  | 4  | –  | 1  |
| 4 | −1  | Dragon Racing             | 16     | 112    | 1  | –  | 1  | 2  | 1  | 2  |
| 5 | 0   | Mahindra Racing           | 16     | 73     | –  | –  | 1  | –  | 2  | 1  |
| 6 | 0   | Venturi                   | 15     | 64     | –  | 1  | –  | –  | –  | –  |
| 7 | 0   | Amlin Andretti            | 16     | 49     | –  | –  | 1  | –  | –  | 1  |
| 8 | 0   | Team Aguri                | 16     | 24     | –  | –  | –  | –  | –  | 7  |
| 9 | 0   | NEXTEV TCR                | 16     | 14     | –  | –  | –  | –  | –  | 3  |
| P | +/− | Kierowca                  | Starty | Punkty | P1 | P2 | P3 | PP | NO | NS |